# 井上和仁
井上 和仁（いのうえ かずひと）は、日本の微生物学者。専門は植物生理・生化学微生物学。光合成の起源、光合成を利用した水素エネルギーの生産。

## 経歴
東京都出身。早稲田大学大学院理工学研究科博士課程修了、1989年 - 1997年神奈川大学理学部助手1993年 - 1994年インディアナ大学神奈川大学在外研究員（インディアナ大学客員研究員）
1996年日本学術振興会 日米科学技術協力事業長期派遣研究者1997年 - 1999年神奈川大学 理学部 専任講師1998年工業技術院生命工学工業技術研究所 流動研究員、2005年神奈川大学理学部生物科学科教授、神奈川大学光合成水素生産研究所所長。

## 研究/受賞
- シアノバクテリアによる洋上水素大規模生産に向けた構想と研究開発[2]

## 著作・文献
- 『光合成微生物の機能と応用』（シーエムシー出版，2006）（監修：上原赫）小川拓郎、井上和仁共著